# Bârzeiu de Gilort
Bârzeiu de Gilort – wieś w Rumunii, w okręgu Gorj, w gminie Albeni. W 2011 roku liczyła 40 mieszkańców.